# Арон Пјер
Арон Стоун Пјер (енгл. Aaron Stone Pierre; Лондон, 7. јун 1994) британски је глумац. Познат је по улози Терија Ричмонда у филму Ребел Риџ (2024).

## Биографија
Рођен је 7. јуна 1994. у Лондону. Преци му потичу са Јамајке, Курасаа и из Сијере Леоне. Од детињства се бавио спортом, а као тинејџер је заволео глуму.

## Филмографија

### Филм
| Улоге Арона Пјера |                     |               |                 |          |
| Година            | Српски назив        | Изворни назив | Улога           | Напомена |
| 2021.             | Стари               |               | Седан / Брендан |          |
| 2022.             |                     |               | Франсис         |          |
| 2023.             |                     |               | Теренс          |          |
| 2024.             | Ребел Риџ           |               | Тери Ричмонд    |          |
| 2024.             | Муфаса: Краљ лавова |               | Муфаса (глас)   |          |

### Телевизија
| Улоге Арона Пјера |              |               |                |              |
| Година            | Српски назив | Изворни назив | Улога          | Напомена     |
| 2017.             |              |               | Теренс О’Данси | 2 епизоде    |
| 2017.             |              |               | Џејмс Торн     | 2 епизоде    |
| 2018.             |              |               | Антоније       | 3 епизоде    |
| 2018—2019.        | Криптон      |               | Дев-Ем         | главна улога |
| 2021.             |              |               | Цезар          | мини-серија  |
| 2024.             | Геније       |               | Малколм Икс    | мини-серија  |